# Lycopodiopsida
Lycopodiophyta, Lycopodiidae · Lycophytes
Cet article concerne l'ensemble des lycophytes. Pour l'ancien sens plus restreint de la classe ne comprenant que les lycopodes, voir Lycopodiales.
Classe
Ordres de rang inférieur
- Isoëtales – Isoètes
- Lycopodiales – Lycopodes
- Selaginellales – Sélaginelles
- † Drepanophycales
- † Lepidodendrales
- † Protolepidodendrales

Synonymes
- Lepidophyta Bessey, 1907[1]
- Lycophyta
- Lycopodiidae Beketov, 1863
- Lycopodiophyta D.H.Scott, 1909
- Microphyllophyta

Les Lycopodiopsides (Lycopodiopsida), plus connues sous le nom de lycophytes, forment une classe de plantes vasculaires caractérisée par de petites feuilles appelées microphylles et une reproduction par spores. Ce groupe comprend aujourd'hui les lycopodes, les isoëtes et les sélaginelles.
Le terme « lycophytes » a historiquement désigné un ensemble plus large correspondant à une ancienne division, les Lycopodiophytes (Lycopodiophyta). Dans les classifications modernes, notamment dans la classification phylogénétique des plantes terrestres (classification APG III selon Chase et Reveal (2009)), les lycophytes sont rattachés à la sous-classe des Lycopodiidées (Lycopodiidae).
Les lycophytes sont les représentants d'un des plus anciens lignages de plantes vasculaires, apparus il y a plus de 400 millions d'années. Jadis dominants sous des formes arborescentes au cours de l’ère Primaire, ils sont aujourd'hui réduits à environ un millier d’espèces herbacées dispersées à travers le monde.
Bien que souvent discrets dans les écosystèmes actuels, les lycophytes occupent une place clé dans la compréhension de l’évolution des plantes, en particulier durant le Silurien, le Dévonien et le Carbonifère, ainsi que lors des grandes crises biotiques.
Ce groupe ancien, dont l'histoire s'étend sur plus de 420 millions d'années, comprend des genres à la morphologie remarquable, tels Phlegmariurus, Lycopodiella, Lycopodium ou encore Isoetes, dont les rhizomorphes rappellent ceux des Stigmaria, des Lépidophytes fossiles.

## Taxonomie

### Historique
La classe Lycopodiopsida a été décrite pour la première fois par le botaniste allemand Friedrich Gottlieb Bartling en 1830, dans son ouvrage Ordines naturales plantarum. Bartling y proposait une organisation naturelle des plantes et employa explicitement le nom Lycopodiopsida pour désigner un groupe incluant les lycopodes et plantes apparentées. Cette publication constitue l’origine valide du nom selon les règles actuelles du Code international de nomenclature pour les algues, les champignons et les plantes (ICN) .
Historiquement, les lycophytes ont d'abord été classés parmi les ptéridophytes (fougères et plantes alliées), avant qu'une meilleure compréhension de leur structure et de leur lignée évolutive ne justifie une distinction à part entière. Le terme Lycopodiopsida a été utilisé dès le XIXe siècle dans certaines classifications (notamment chez Engler et Prantl) pour regrouper des lycopodes, mais il est aujourd’hui utilisé dans un sens plus large pour désigner tous les lycophytes vivants.

### Étymologie
Le nom Lycopodiopsida dérive du genre type Lycopodium, lui-même issu du grec ancien lýkos (λύκος, « loup ») et pódion (πόδιον, « petit pied »), ce qui a donné le surnom poétique de « pied de loup » à certaines espèces. L'épithète -opsida est une terminaison latine standard utilisée en taxonomie pour désigner les classes végétales.

## Histoire évolutive

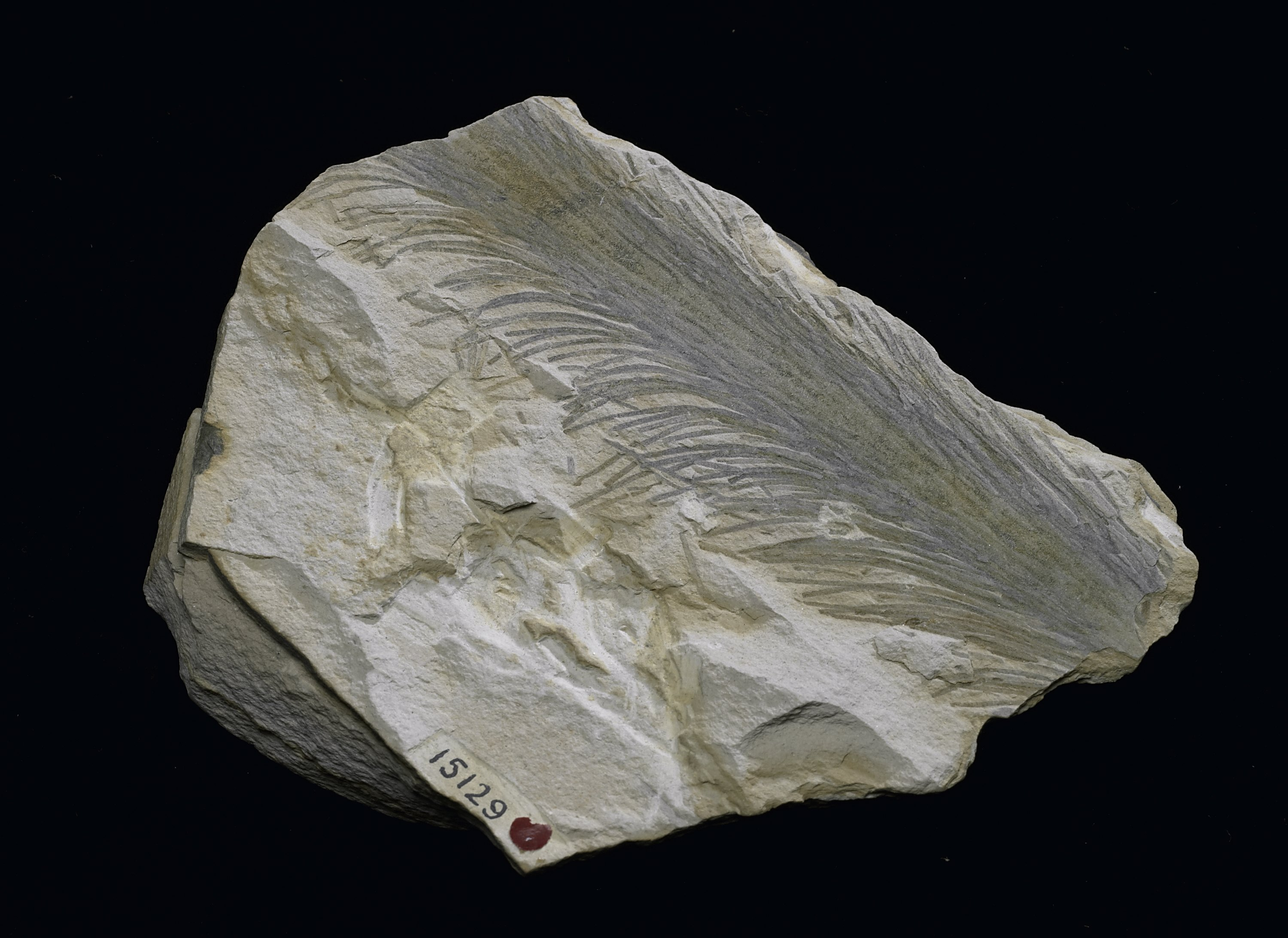
Un fossile de Baragwanathia longifolia, spécimen primitif attribué aux lycophytes.

Les Lycopodiopsida constituent l'un des groupes les plus anciens de plantes vasculaires terrestres. Leur origine remonte au Silurien supérieur, il y a environ 420 millions d'années, avec des représentants fossiles primitifs tels que Baragwanathia, une plante déjà pourvue de véritables tissus conducteurs et de microphylles, les feuilles caractéristiques du groupe.
Durant le Dévonien (419–359 Ma), les lycophytes connaissent une diversification importante. Des formes telles que Asteroxylon, appartenant aux Drepanophycales, montrent une structuration plus complexe avec un système vasculaire organisé, ce qui témoigne de l’évolution progressive vers des plantes de plus grande taille. La coiffe racinaire, caractéristique des racines modernes, n'apparaît qu'au cours de cette période parmi les lycophytes.

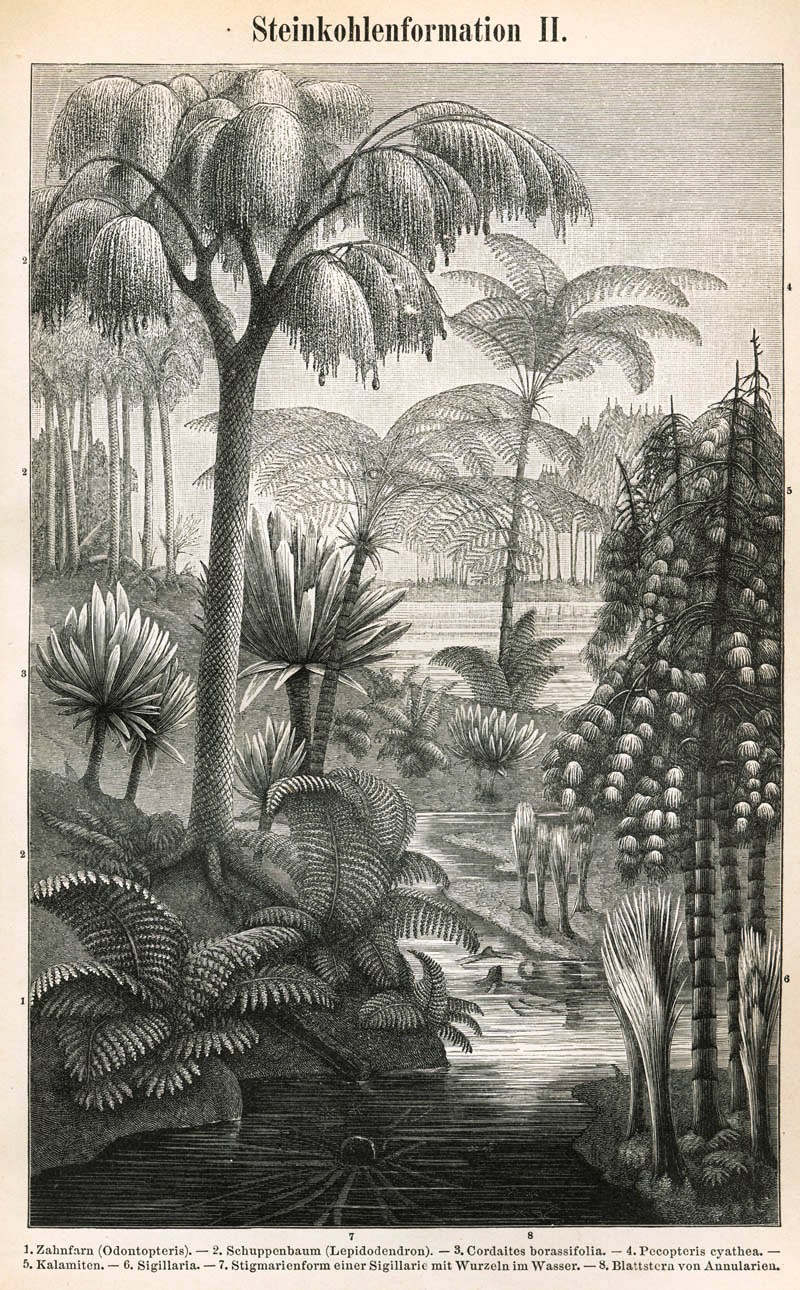
Représentation paléoartistique d’une forêt du Carbonifère.

Au cours du Carbonifère (359–299 Ma), les Lycopodiopsida dominent les écosystèmes terrestres humides sous la forme de grands arbres, appartenant à des genres tels que Lepidodendron et Sigillaria. Ces « arbres-lycopodes » pouvaient atteindre des hauteurs de 30 à 40 mètres. Leurs vastes forêts marécageuses ont joué un rôle essentiel dans la formation des gisements de charbon exploités aujourd’hui. Des découvertes récentes ont mis en lumière la diversité des lycophytes au début du Carbonifère. Notamment, Hestia eremosa, une lycophyte herbacée sans ligule du Mississippien d'Oxroad Bay en Écosse, présente des caractéristiques morphologiques simples, telles qu'une stèle étoilée et des axes dichotomiques. Cette espèce suggère que des formes herbacées ont coexisté avec les formes arborescentes plus complexes, indiquant une diversification morphologique plus précoce que précédemment supposée .
Cependant, la crise environnementale de la fin du Carbonifère, marquée par une diminution des zones humides et un climat plus sec, entraîne le déclin progressif de ces grandes formes arborescentes.

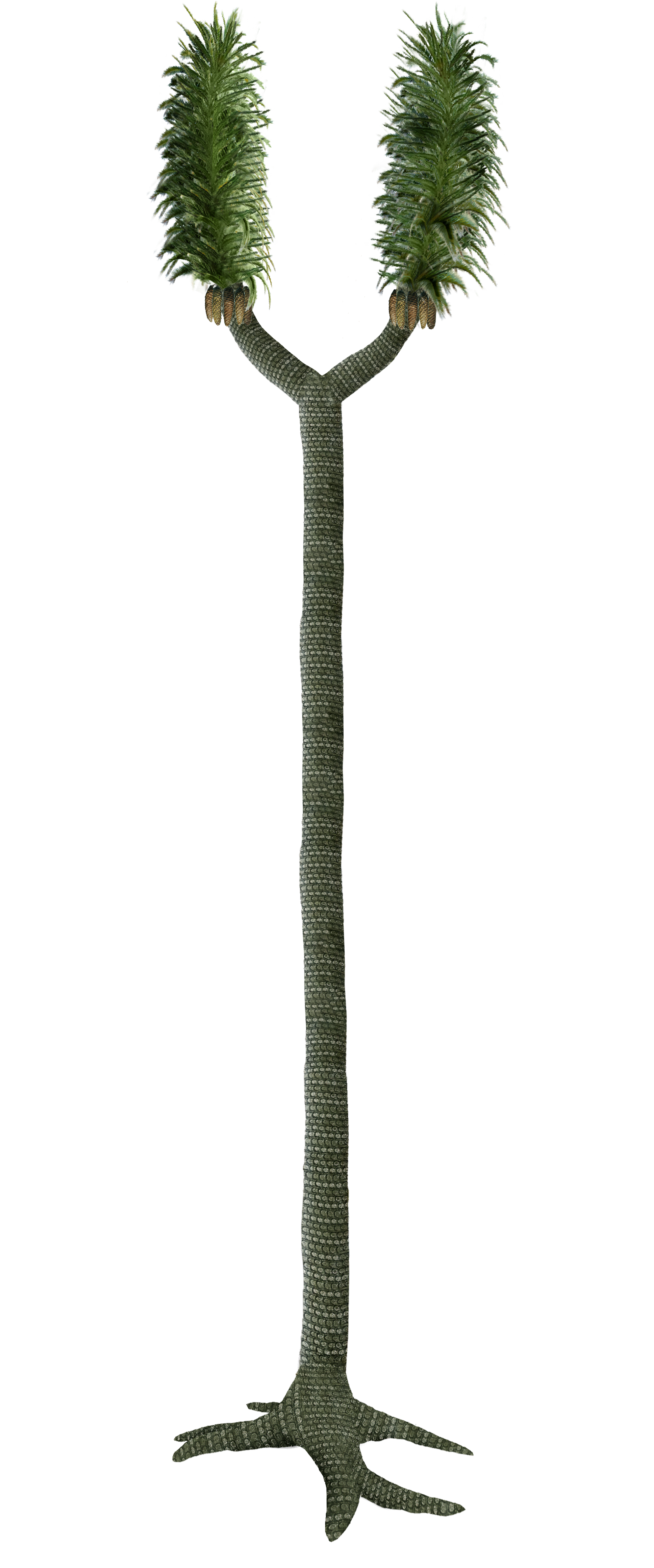
Une vue d’artiste de ce qu’aurait pu être un spécimen de Sigillaria

Parmi les lycophytes ayant survécu à cette crise, certaines formes ont proliféré dès le début du Mésozoïque, comme en témoigne Pleuromeia sternbergii, abondante durant le Trias inférieur. Cette espèce, proche des Isoëtales actuelles, semble avoir occupé des milieux pionniers perturbés à la suite de l’extinction Permien-Trias. Des études en palynologie ultrastructurale ont montré que ses spores, Densoisporites nejburgi (microspores) et Trileites polonicus (mégaspores), présentent des caractères morphologiques et structuraux proches de ceux des spores des Isoetaceae modernes, notamment des papilles et une stratification laminaire fine. Ces similitudes renforcent l’hypothèse d’un lien évolutif direct entre Pleuromeia et les isoètes actuels, et témoignent d’une remarquable continuité morphologique sur plus de 240 millions d’années .
Les lycophytes survivants, adaptés à des conditions plus sèches ou aquatiques, persistent durant le Mésozoïque et jusqu'à aujourd'hui, principalement sous des formes herbacées. Actuellement, trois groupes majeurs subsistent : les Lycopodiales (lycopodes), les Isoëtales (isoètes) et les Selaginellales (sélaginelles), représentant une diversité d’environ un millier d’espèces.
Une découverte marquante, publiée en 2015 à partir d’un fossile retrouvé en Antarctique, atteste de la présence d’un isoétaléen morphologiquement très proche des espèces actuelles dès le Trias inférieur, il y a plus de 245 millions d’années. Ce spécimen, remarquablement bien conservé, présente déjà des feuilles spiralées, un strobile basal bien différencié, et des spores similaires à celles des isoètes modernes. Il montre que la morphologie de ce groupe était déjà largement stabilisée à cette époque. La localisation antarctique de ce fossile suggère en outre une origine gondwanienne pour les isoétaléens, ce qui invite à reconsidérer leur histoire biogéographique et leur rôle écologique dans les écosystèmes du Mésozoïque sudiste .
Les recherches récentes en phylogénie moléculaire confirment que les Lycopodiopsida forment un groupe monophylétique distinct des autres Trachéophytes (plantes à vaisseaux conducteurs), notamment des fougères et des plantes à graines.
Enfin, les fossiles des lycophytes anciens, notamment ceux du célèbre gisement du Rhynie Chert en Écosse, ont permis d'observer des stades intermédiaires uniques dans l’évolution des racines et des tissus vasculaires.

### Frise chronologique
| Date                                                          | Événement |
| ------------------------------------------------------------- | --- |
| Vers -420 millions d'années                                   | Apparition des premiers lycophytes, parmi les plus anciennes plantes vasculaires.                                                                                |
| Dévonien (-419 à -359 millions d'années)                      | Diversification rapide des lycophytes, avec l'apparition de formes plus complexes et de premiers arbres primitifs.                                               |
| Carbonifère (-359 à -299 millions d'années)                   | Domination des forêts humides par de grandes formes arborescentes de lycophytes, comme Lepidodendron et Sigillaria.                                              |
| Fin du Carbonifère et Permien (-300 à -250 millions d'années) | Déclin des grands lycophytes arborescents, en lien avec les changements climatiques et l'assèchement progressif des marécages.                                   |
| Depuis le Trias (-250 millions d'années) jusqu'à aujourd'hui  | Survivance des lycophytes sous des formes herbacées ou de petite taille, appartenant aux groupes actuels comme les Lycopodiaceae, Isoetaceae et Selaginellaceae. |

## Caractéristiques
Les lycophytes forment un groupe ancestral de plantes vasculaires, considérées comme les plus primitives parmi les plantes vasculaires actuelles. Elles comprennent des genres fossiles ayant existé dans le passé sous des formes arborescentes, mais n'incluent actuellement que des plantes herbacées, avec environ un millier d'espèces vivantes.

### Morphologie
Les Lycophytes se distinguent par plusieurs traits morphologiques caractéristiques. Leur tige présente une ramification dite dichotomique, dans laquelle chaque branche se divise en deux parties égales à chaque nœud. Ce type de ramification, considéré comme ancestral chez les plantes vasculaires, diffère de celui observé chez la plupart des autres groupes végétaux. Les feuilles, simples et disposées le long des tiges, sont sessiles, c’est-à-dire dépourvues de pétioles, ce qui constitue également un caractère archaïque partagé avec les premières plantes vasculaires. Les Lycophytes possèdent en outre des rhizomes, des tiges souterraines souvent impliquées dans la propagation végétative. Ainsi que des structures appelées rhizophores, morphologiquement proches des racines mais issues de la ramification dichotomique. Ces rhizophores sont considérés comme des formes intermédiaires entre les racines des Lycophytes et celles des autres plantes vasculaires. Enfin, les sporanges des Lycophytes peuvent produire soit un seul type de spore (homosporie), soit deux types distincts (hétérosporie, avec spores mâles et femelles). La majorité des espèces actuelles sont homosporées, mais certaines, comme celles appartenant à la famille des Selaginellacées, sont hétérosporées, ce qui implique des différences significatives dans leurs cycles reproductifs.

### Anatomie secondaire

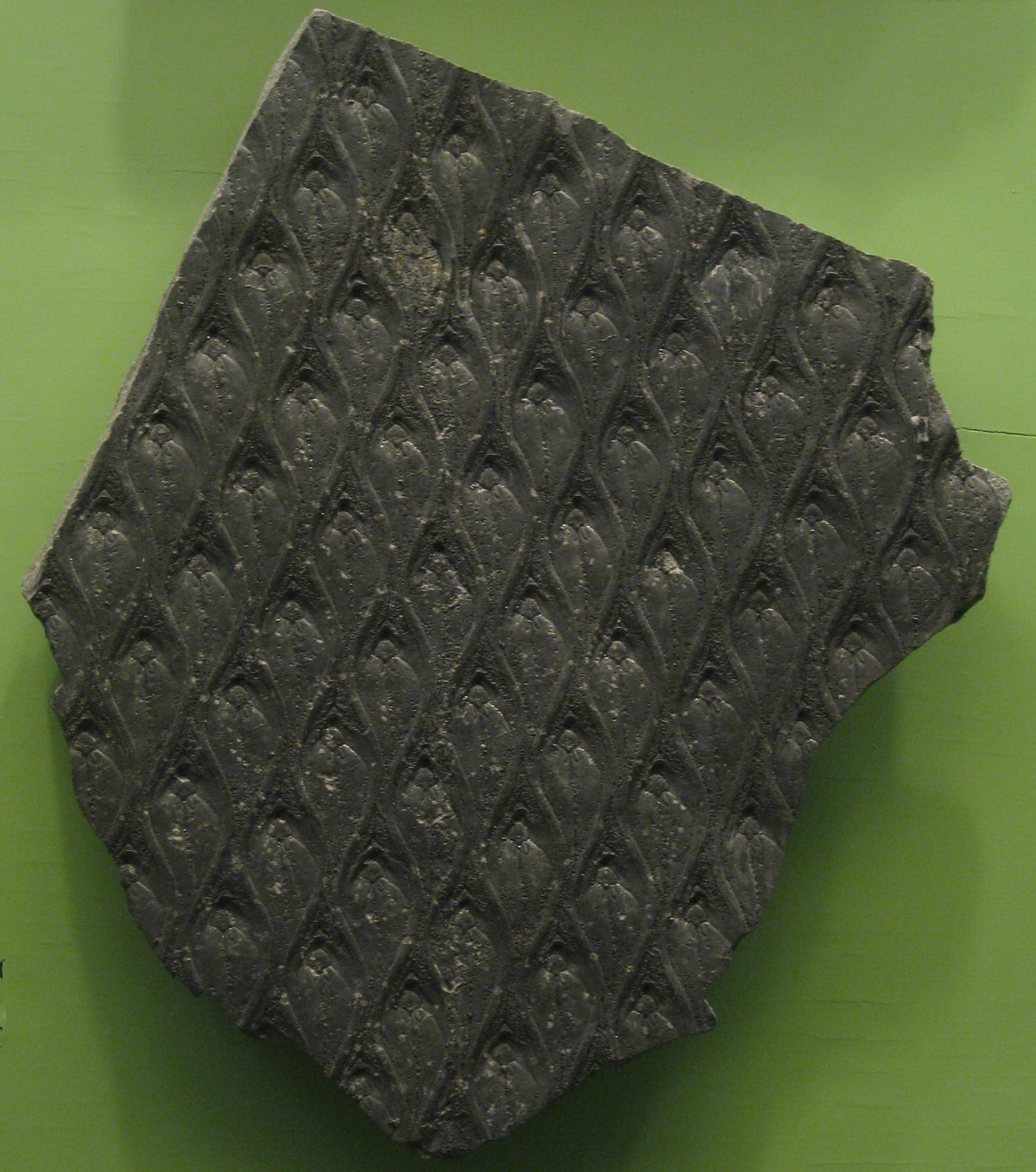
Détails sur les cicatrices foliaires d’un fossile de Lépidodendron.

Certaines lycophytes fossiles, notamment durant le Carbonifère, ont évolué vers des formes arborescentes. Les espèces comme Lepidodendron et Sigillaria développaient des troncs massifs, marqués par des cicatrices foliaires disposées en spirale ou en rangées, résultant de la chute des feuilles. Leur croissance secondaire était assurée par un cambium particulier, produisant du tissu cortical secondaire et une faible quantité de bois secondaire par rapport aux arbres modernes. Ce mode de croissance leur permettait d’atteindre des tailles impressionnantes, tout en conservant une architecture interne différente de celle des plantes ligneuses actuelles,.

### Evolution des racines

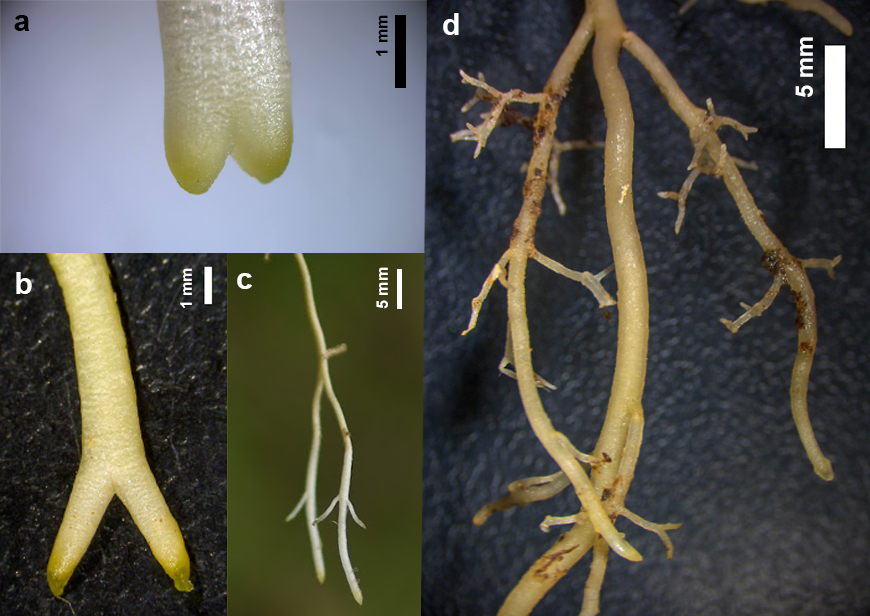
Schéma de ramification des racines de L.clavatum var. nipponicum

Les racines des lycophytes présentent un intérêt particulier du point de vue évolutif. Elles ont été démontrées comme une évolution convergente à celle des autres plantes vasculaires, telles que les Euphyllophytes, avec des origines distinctes pour chaque groupe. Il est prouvé que les racines des Lycophytes sont apparues indépendamment de celles des autres trachéophytes (plantes avec vaisseaux conducteurs de sève), ce qui marque une étape clé de l'évolution des plantes terrestres.
Des études de fossiles ont révélé que les racines des Lycophytes ont émergé après la différenciation des racines chez d'autres groupes de plantes vasculaires. Ainsi, les racines des Lycophytes sont apparues indépendamment et à un moment plus tardif que chez les Euphyllophytes, un événement marquant de l'évolution des plantes terrestres,.

### Cycle de vie et reproduction
Les lycophytes possèdent un cycle de vie dit haplodiplophasique hétéromorphe, caractéristique des plantes vasculaires. Ce cycle alterne entre une phase sporophytique diploïde dominante et une phase gamétophytique haploïde réduite, souvent souterraine et dépendante de symbioses mycorhiziennes.
Le sporophyte, qui constitue la plante visible dans la nature, produit des spores au sein de structures appelées sporanges, généralement regroupées dans des strobiles ou cônes situés à l’extrémité des tiges ou des rameaux fertiles. Chez les lycophytes, ces sporanges sont portés à la face supérieure de feuilles modifiées appelées sporophylles. Selon les espèces, cette reproduction peut être homosporée, avec un seul type de spore donnant naissance à un gamétophyte bisexué (cas chez Lycopodium ou Phlegmariurus), ou hétérosporée, avec des microspores mâles et des mégaspores femelles produisant des gamétophytes unisexués. Cette dernière stratégie, présente notamment chez Selaginella et Isoetes, marque une étape évolutive importante vers la reproduction des plantes à graines ,.
Le gamétophyte issu de la germination de la spore est une petite structure haploïde. Chez de nombreuses espèces, il est souterrain, sans chlorophylle, et dépendant de symbioses mycorhiziennes pour sa nutrition, comme c’est le cas chez Lycopodium. Dans d’autres, comme certaines Selaginella ou Isoetes tropicaux, il peut être photosynthétique et épigé (en surface). Le gamétophyte produit des anthéridies, contenant les spermatozoïdes mobiles, et des archégones, qui renferment l’oosphère. Chez les lycophytes hétérosporés, les gamétophytes sont fortement réduits : le microgamétophyte se développe entièrement à l’intérieur de la paroi de la microspore, à la manière des grains de pollen, tandis que le mégagamétophyte reste partiellement contenu dans la mégaspore .
La fécondation est oogame : les spermatozoïdes flagellés nagent dans une pellicule d’eau jusqu’aux archégones pour atteindre l’oosphère. Ce besoin d’eau impose une contrainte écologique forte, rendant les lycophytes dépendants de conditions humides au moment de la reproduction. Le zygote qui en résulte donne naissance à un nouveau sporophyte, d’abord rattaché au gamétophyte nourricier, avant de devenir autonome et de reprendre le cycle.
L’apparition de l’hétérosporie chez certains lycophytes représente une innovation évolutive majeure. Elle constitue une préadaptation à la reproduction indépendante de l’eau, et un jalon vers l’apparition de la graine chez les spermatophytes.

### Associations Microbiennes
Les lycophytes forment des associations avec divers micro-organismes, notamment des champignons et des bactéries, incluant des relations avec les mycorhizes arbusculaires et des endophytes.
Les associations mycorhiziennes arbusculaires ont été observées à toutes les étapes du cycle de vie des lycophytes : le gamétophyte mycohétérotrophe, le gamétophyte photosynthétique vivant en surface, le jeune sporophyte, et le sporophyte mature. Ces mycorhizes ont été retrouvées dans les racines et les vésicules de certaines espèces de Selaginella . Pendant le stade mycohétérotrophe du gamétophyte, les lycophytes obtiennent tout leur carbone des champignons gloméens souterrains. Dans d'autres taxons végétaux, les réseaux gloméens transfèrent le carbone provenant de plantes voisines vers les gamétophytes mycohétérotrophes. Un phénomène similaire pourrait se produire chez les gamétophytes de Huperzia hypogeae, qui forment des associations avec les mêmes phénotypes gloméens que les sporophytes voisins de la même espèce .
Les endophytes fongiques ont été retrouvés dans de nombreuses espèces de lycophytes, mais la fonction précise de ces endophytes dans la biologie des plantes hôtes reste à déterminer. Chez d’autres taxons végétaux, les endophytes remplissent des rôles tels que l'amélioration de la compétitivité des plantes, la tolérance aux stress biotiques et abiotiques, la stimulation de la croissance végétale via la production de phytohormones ou encore la production de nutriments limitants. Cependant, certains champignons endophytes présents chez les lycophytes produisent des composés d’intérêt médical. Par exemple, Shiraia sp. Slf14, un champignon endophyte retrouvé dans Huperzia serrata, génère de l'Huperzine A, un composé biomédical approuvé en Chine comme médicament et aux États-Unis comme supplément alimentaire pour traiter la maladie d'Alzheimer. Ce champignon endophyte peut être cultivé plus facilement et à une échelle plus grande que H. serrata elle-même, ce qui pourrait augmenter la disponibilité de l’Huperzine A comme médicament .
Des études palynologiques ont également permis de mieux comprendre les relations phylogénétiques entre différentes lignées de lycophytes. Une analyse approfondie des microspores et mégaspores in situ de Pleuromeia sternbergii, une espèce caractéristique du Trias inférieur, a révélé la présence de structures pariétales spécifiques comme les zones laminées et les papilles, que l’on retrouve aussi bien chez des lycophytes fossiles que chez des représentants actuels des Isoetaceae. Ces caractéristiques sont considérées comme des marqueurs phylogénétiques importants pour retracer l’histoire évolutive de la lignée isoétaléenne.

### Conclusion
Aujourd'hui, les Lycophytes n'incluent plus que des espèces herbacées, les grandes formes arborescentes ayant disparu. Leur diversité actuelle se trouve dans des environnements variés, allant des forêts tropicales aux régions tempérées, bien que leur nombre d'espèces soit beaucoup plus réduit par rapport à leurs ancêtres.

## Distribution et habitat

### Distribution
Bien que leur diversité soit aujourd’hui réduite par rapport à leur apogée au Paléozoïque, les lycophytes occupent encore une vaste gamme de milieux à travers le globe. On les retrouve sur tous les continents, à l’exception de l’Antarctique, avec une prédilection marquée pour les environnements humides, ombragés et souvent acides.

### Habitat
Les lycophytes occupent une grande variété de milieux à travers le globe, bien qu’ils soient généralement associés à des habitats humides et ombragés. On les retrouve dans les forêts tempérées, les forêts tropicales humides, les tourbières, les landes acides, mais aussi dans des environnements plus extrêmes, comme les rocailles alpines ou les falaises exposées. Certaines espèces, notamment parmi les Selaginella, présentent une tolérance remarquable à la sécheresse et peuvent survivre dans des régions semi-arides grâce à des mécanismes de dormance en période de stress hydrique.
Les lycophytes épiphytes, comme de nombreux Phlegmariurus tropicaux, vivent sur les troncs et les branches d’arbres, profitant de l’humidité ambiante sans puiser dans les ressources de leurs hôtes. D’autres, comme les Isoetes, se développent dans des milieux aquatiques ou amphibies, souvent dans les sédiments peu profonds des lacs ou des étangs, parfois même dans des mares temporaires. Ces différents modes de vie témoignent de l’adaptabilité écologique des lycophytes, malgré leur apparente discrétion dans les flores actuelles ,.

## Classification

### Classification actuelle
Selon la classification du Pteridophyte Phylogeny Group (PPG I, 2016) et l'Integrated Taxonomic Information System (ITIS), les Lycophytes modernes forment une sous-classe unique, les Lycopodiidae (Beketov, 1863), comprenant trois ordres encore vivants :
- Isoëtales (Prantl, 1874)  comprenant un seul genre actuel, les Isoëtes.
- Lycopodiales (DC. ex Bercht. & J.Presl, 1820)  regroupant les lycopodes.
- Selaginellales (Prantl, 1874)  comprenant également un seul genre actuel, les Selaginella (sélaginelles). Dans l'ancienne classification basée sur deux classes distinctes, les Isoëtales et Selaginellales étaient regroupés sous la classe Isoetopsida (Rolle, 1885).

### Taxons fossiles
Les Lycophytes fossiles montrent une plus grande diversité morphologique et écologique. Plusieurs ordres éteints sont reconnus, d'après Thomas & Brack-Hanes (1984) et Taylor & Taylor (1993) :
- † Drepanophycales (Novak, 1961)
- † Lepidodendrales (Prand, 1883) (= † Lepidocarpales G. M. Smith, 1938)
- † Miadesmiales (Doweld, 2001) — parfois inclus dans les Selaginellales)
- † Pleuromeiales (Zimmermann, 1959) — parfois considérés comme un sous-groupe des Lepidodendrales
- † Protolepidodendrales (Koidzumi, 1939)
- Le genre fossile † Asteroxylon, généralement rattaché aux Drepanophycales, est parfois isolé dans un ordre distinct : † Asteroxylales (Koidzumi ex Nakai, 1943).

### Relations évolutives
Bien que les plantes archaïques du groupe des zostérophylles aient longtemps été associées aux Lycophytes (et parfois appelées ainsi), elles sont aujourd'hui considérées comme un groupe-tronc paraphylétique de la lignée des Lycopodiophytines. Elles ne possédaient pas de microphylles véritables, ce qui les distingue des véritables Lycophytes.

## Phylogénie
Il est maintenant admis qu’une profonde dichotomie phylogénétiques s’est produite très tôt au cours de l’ère Primaire (probablement au Silurien), séparant la lignée des Lycophytes de celle des Euphyllophytes .
Avant l’essor des phylogénies moléculaires, les relations entre les genres de Lycopodiaceae ont été principalement abordées à travers des analyses morphologiques. Ainsi, une étude de Wikström et Kenrick (2001), fondée sur 19 caractères morpho-anatomiques (formes du sporophyte, structure des strobiles, type de spores, etc.), a permis de proposer un cladogramme regroupant les genres en trois clades principaux : les Lycopodioideae (Lycopodium sensu stricto), les Lycopodielloideae (Lycopodiella) et les Huperzioideae (Huperzia, Phlegmariurus). Cette structuration, fondée sur la morphologie, s’est révélée en grande partie congruente avec les résultats ultérieurs obtenus par la phylogénie moléculaire, bien que certaines positions génériques aient depuis été révisées.
Des analyses moléculaires approfondies ont permis de clarifier les relations phylogénétiques au sein des Lycopodiaceae. Notamment, des études ont révélé que certaines espèces auparavant incluses dans le genre Huperzia présentent des divergences moléculaires significatives, justifiant leur transfert vers le genre Phlegmariurus. Cette révision taxonomique reflète une diversification principalement néotropicale au sein des Huperzioideae .
Ce travail illustre l’importance de l’analyse morphologique dans les premières tentatives de reconstitution des relations évolutives, en particulier dans un groupe ancien et morphologiquement conservateur comme les Lycopodiopsida.
L’intégration des données moléculaires, à partir des années 2000, a permis d’affiner ces relations et de mieux comprendre la place des lycophytes dans l’arbre évolutif des plantes vasculaires. Le cladogramme ci-dessous présente les principales relations phylogénétiques des Lycopodiopsida, en mettant en lumière leurs liens avec les autres groupes de trachéophytes. Il offre une synthèse des données actuelles sur leur diversification et leur origine évolutive .
Voici une explication détaillée de chaque branche de cet arbre phylogénétique :
- Plantes vasculaires
  - Lycophytes (définition large)
    - Zosterophyllophytes † (branches multiples, incertae sedis)
      - Asteroxylales †
      - Drepanophycales †
      - Protolepidodendrales †
      - Lepidodendrales †
        - Pleuromeiales †

    - Lycopodiopsida (lycophytes vivants et leurs proches parents éteints)
      - Selaginellales
        - Miadesmiales †

      - Isoëtales
      - Lycopodiales (Lycopodiaceae)
        - Lycopodioideae
          - Lycopodium sensu stricto
          - Diphasiastrum
          - Dendrolycopodium
          - Spinulum

        - Lycopodielloideae
          - Lycopodiella
          - Pseudolycopodiella
          - Palhinhaea
          - Lateristachys

        - Huperzioideae
          - Huperzia
          - Phlegmariurus
          - Phylloglossum

  - Euphyllophytes
    - Fougères et prêles
    - Spermatophytes (plantes à graines)

## Conservation des lycophytes
Malgré leur ancienneté évolutive et leur intérêt scientifique, les lycophytes reçoivent rarement autant d'attention que d'autres groupes de plantes vasculaires. Plusieurs espèces sont pourtant aujourd'hui menacées par la destruction de leur habitat, les changements climatiques, la concurrence d'espèces invasives ou encore la surexploitation à des fins médicinales ou horticoles.
Les lycophytes occupent une grande variété d’habitats, souvent spécialisés, comme les zones humides, les forêts tropicales, les landes acides ou les substrats rocheux. Cette spécialisation écologique les rend particulièrement vulnérables aux perturbations environnementales. Par exemple, Huperzia phlegmaria, espèce épiphyte des forêts humides, voit ses populations décliner en raison de la déforestation. D’autres, comme Isoetes malinverniana, endémique du Piémont en Italie, sont aujourd’hui en danger critique d’extinction, principalement à cause de la pollution des eaux douces et de l’artificialisation des zones humides .
Dans plusieurs régions du monde, des mesures de conservation ont été mises en œuvre. Certaines espèces bénéficient d'une protection in situ, à travers des aires protégées où subsistent des populations naturelles. D'autres sont cultivées ex situ dans des jardins botaniques, comme Selaginella oregana dans le nord-ouest des États-Unis. Les inventaires floristiques et les évaluations de l’état de conservation permettent d’identifier les espèces vulnérables et de mieux comprendre leurs exigences écologiques. Certaines réglementations locales ou internationales encadrent également la collecte de lycophytes, en particulier pour les espèces inscrites à la CITES ou protégées par des lois nationales, comme en Afrique du Sud ou au Brésil .
Le manque de notoriété de ce groupe végétal complique toutefois les efforts de protection. Une meilleure sensibilisation du public, des scientifiques et des autorités à leur rôle écologique, à leur histoire évolutive et à leurs usages traditionnels pourrait renforcer leur conservation. Plusieurs espèces, telles que Lycopodium clavatum, sont par ailleurs utilisées en phytothérapie, ce qui exerce une pression supplémentaire sur les populations sauvages .

### Publication originale
- Scott D.H., Stud. Foss. Pl., ed. 2: 616, 617 (1909) (en tant que "Lycopsida »).